# Perce Pearce
Percival C. Pearce (ur. 7 września 1899 w Waukegan, zm. 4 lipca 1955 w Londynie) – amerykański producent, reżyser i scenarzysta angielskiego pochodzenia, najbardziej znany ze swojej współpracy z Walt Disney Productions.

## Życiorys
Pearce urodził się 7 września 1899 roku w Waukegan jako syn angielskich imigrantów. Jego dziadek ze strony ojca odbył praktykę jako aptekarz w Essex i przeniósł się do Waukegan około 1859 roku. Jego ojciec, Percival Pearce Sr., pracował jako fizyk, a ciotka Winnifred była artystką. Pearce miał dwoje starszego rodzeństwa: brata Stamforda i siostrę Isabel oraz młodszą siostrę o imieniu Margaret. W wieku dziesięciu lat zaczął rysować, a gdy był uczniem pierwszej klasy szkoły średniej, jego rysunki zwróciły uwagę rysownika J. Campbella Cory’ego. Podczas nauki w szkole średniej Pearce dążył do kariery jako rysownik. Po ukończeniu szkoły w 1918 roku uczęszczał do Akademii Sztuk Pięknych w Chicago.
Kiedy wybuchła I wojna światowa, Pearce pracował jako rysownik dla „The Chicago Herald” i Publicity Feature Bureau. Na krótko zaciągnął się do służby w marynarce wojennej, ale wkrótce poproszono go o codzienne pisanie komiksów dla „Great Lakes Bulletin”, gazety wojskowej obsługującej Naval Station Great Lakes. Pearce przedstawił następnie swój pomysł na Seaman Si, który został zaakceptowany przez kapitana Williama A. Moffetta. Pasek opowiadał historię tytułowego żeglarza, który ciągle wpada w kłopoty. Serię opublikowano później w miękkiej oprawie w 1917 roku, a rok później wznowiono ją jako książkę. W tym samym czasie Pearce tworzył dla swojej agencji prasowej karykatury satyryczne i polityczne, z których niektóre publikowano w „New York Evening Post”. W 1919 roku Pearce przeprowadził się do Kolorado, aby pracować jako rysownik dla „The Denver Post”.
18 lutego 1935 roku Pearce rozpoczął pracę w wytwórni filmów animowanych Walt Disney Productions. Początkowo zatrudniony był jako animator odpowiedzialny za klatki pośrednie, ale pod koniec roku zaangażowano go do pracy nad scenariuszem do filmu Królewna Śnieżka i siedmiu krasnoludków (1937). W październiku 1936 roku awansował na stanowisko reżysera sekwencji, gdzie jego zadaniem było kierowanie animatorami i rozwijanie osobowości krasnoludków. Według autora Johna Granta, Pearce dodatkowo posłużył jako aktor referencyjny dla niektórych krasnoludków, szczególnie dla Mędrka. Podczas pracy nad Fantazją (1940) Walt Disney przydzielił Pearce’owi rolę reżysera animacji segmentu „Uczeń czarnoksiężnika”, a Carl Fallberg pomagał mu w opracowywaniu historii. Jednak w styczniu 1938 roku Pearce i Fallberg zostali przeniesieni do pracy nad Bambim (1942).
W przypadku Bambiego Pearce wraz z Larrym Moreyem otrzymali zadanie nadzorowania zespołu twórców fabuły, w ramach którego rozwijali osobowości bohaterów, podobnie jak miało to miejsce w przypadku Królewny Śnieżki i siedmiu krasnoludków. Według Olliego Johnstona i Franka Thomasa Pearce „uwielbiał odgrywać role zwierząt w filmie. Rano była to sowa... Później mógł to być mały kret, który wyskoczył ze swojej nory przy linii Bambiego”. Użyczył także głosu kretu w Bambim. Później Pearce brał udział w reżyserii filmu Victory Through Air Power (1943) i pracował nad niezrealizowanym projektem Gremlins. W połowie lat 40. Pearce został asystentem producenta przy filmach Pieśń Południa (1946) i So Dear to My Heart (1948). W listopadzie 1946 roku, po premierze Pieśni Południa w Atlancie, Pearce wraz z Disneyem, jego żoną Lillian i scenarzystą Johnem Tuckerem Battle’em udał się do Irlandii, aby zebrać materiały do potencjalnego filmu o leprechaunach. W rezultacie powstał projekt Darby O'Gill i krasnoludki (1959).
Aby wspierać rodzimy przemysł filmowy, Wielka Brytania zablokowała wpływy z kas kinowych, jakie amerykańskie studia zarabiały na jej terenie, wymagając, aby te środki były wydawane na miejscu. Ponieważ studio Disneya w dużym stopniu polegało na rynkach zagranicznych, Disney założył w Anglii studio produkcji filmowej, aby mieć dostęp do zamrożonych funduszy. Tam Disney wybrał ekranizację Wyspy skarbów Roberta Louisa Stevensona jako swój pierwszy film fabularny, powierzając produkcję Pearce’owi i Fredowi Leahy’emu. Wyspa Skarbów (1950) okazała się sukcesem kasowym, przynosząc 4,8 miliona dolarów z wpływów kin na całym świecie. W ramach kolejnego projektu nakręcono Opowieść o Robin Hoodzie i jego wesołych kompanach (1952), gdzie Pearce ponownie pełnił rolę producenta. Przed rozpoczęciem zdjęć stworzył scenorys filmu i wysłał szkice wraz ze scenariuszem do Disneya do zatwierdzenia.
Ze względu na powojenne ograniczenia walutowe Pearce nie mógł wywieźć swoich zarobków za granicę, dlatego zamieszkał na stałe w Anglii. Niemniej jednak współpracował przy tworzeniu programu Klubu Myszki Miki (1955–1959) wraz z Billem Walshem i Halem Adelquistem. Jednym z jego wkładów był występ kukiełki Sooty’ego (obsługiwanej przez Harry’ego Corbetta) podczas dwóch pierwszych sezonów serialu.
4 lipca 1955 roku Pearce zmarł w swoim domu w Londynie na skutek zawału serca. Pozostawił żonę i dwie córki, z których jedna o imieniu Anne była żoną Stanleya Kramera od 1950 do 1963 roku.

## Filmografia
| Rok  | Tytuł                                              | Rola                                            | Uwagi                                      |
| ---- | -------------------------------------------------- | ----------------------------------------------- | ------------------------------------------ |
| 1937 | Królewna Śnieżka i siedmiu krasnoludków            | Reżyser sekwencji                               |                                            |
| 1940 | Fantazja                                           | Rozwój fabuły — segment „Uczeń czarnoksiężnika” |                                            |
| 1942 | Bambi                                              | Reżyser historii                                | Pan Kret (głos) (niewymieniony w czołówce) |
| 1943 | Victory Through Air Power                          | Reżyser historii                                |                                            |
| 1946 | Pieśń Południa                                     | Współproducent                                  |                                            |
| 1948 | So Dear to My Heart                                | Współproducent                                  |                                            |
| 1950 | Wyspa skarbów                                      | Producent                                       |                                            |
| 1952 | Opowieść o Robin Hoodzie i jego wesołych kompanach | Producent                                       |                                            |
| 1953 | Miecz i róża                                       | Producent                                       |                                            |
| 1954 | Rob Roy: The Highland Rogue                        | Producent                                       |                                            |